# 中国工农红军第五军
中国工农红军第五军，简称红五军，是中国工农红军红三军团主力部队之一。

## 平江起义创建的红五军
1928年7月22日，彭德怀、滕代远、黄公略于湖南平江率领国民革命军独立第五师第一团发动平江起义，将起义部队自行编为红五军第十三师，军长彭德怀、党代表滕代远、参谋长邓萍，下辖第一团，团长雷振辉、党代表李灿；第四团，团长陈鹏飞、党代表黄公略；第七团，团长兼党代表黄纯一。全军共2500余人。
1928年8月至9月，红五军3个团改编为5个大队，10月，红五军与平江、浏阳一带的地方武装合编，下辖3个纵队。11月，彭德怀、滕代远率第1、3纵队及军部直属部队到井冈山与红四军会师，暂编为红四军第三十团，对外仍称红五军。
1929年1月，毛泽东、朱德率红四军主力离开井冈山，转入江西、福建作战，彭德怀、滕代远率第三十团、第三十二团留守井冈山。3月，彭德怀一度率主力转入赣南寻找红四军，不久返回井冈山，8月在湘鄂赣苏区与黄公略率领的红军游击队合编，恢复红五军编制，军长彭德怀、党代表滕代远、副军长黄公略、参谋长邓萍、政治部主任吴溉之。下辖第一纵队，纵队长李灿（后孔荷宠代）；第二纵队，纵队长黄公略（兼任）、政治委员张启龙；第三纵队，纵队长吴溉之（兼任）、政治委员于定一；第四纵队，纵队长郭炳生、政治委员张纯清；第五纵队，纵队长李灿（后游雪程代）、政治委员何长工。1930年，红五军的四个纵队改编为第一、三师。6月，以第五纵队为基础扩编为红八军，红五军和红八军合编为红三军团。
1933年6月，红三军团根据中共中央军委命令进行整编，取消了军一级编制，红五军番号随之取消。

## 红五军团改称的红五军
1935年7月，红一方面军和红四方面军会师后，红五军团改称“红五军”
- 军长董振堂
- 代理政治委员曾日三
- 代理参谋长曹里怀
- 第13师
- 第14师：师长郭锡山
- 第15师

1935年11月红一、四方面军分离后，红五军随红四方面军行动，红四方面军红三十三军编入红五军，随红四方面军活动。1936年10月22日，红军三大主力在甘肃会宁会师后，红五军随同四方面军主力西渡黄河，作为西路军的一部进军甘肃，在战斗中损失殆尽，两任军长董振堂、孙玉清均死于河西。1937年1月2日在马家军进攻临泽县城时第14师师长郭锡山阵前逃跑投敌，被马步青任命为骑五师参议，后被马步青处决。